# HAT-P-3b
HAT-P-3b是一個環繞著恆星HAT-P-3的太陽系外行星，比地球重75倍。